# Unie van Hervormingsgezinde Krachten van Joegoslavië

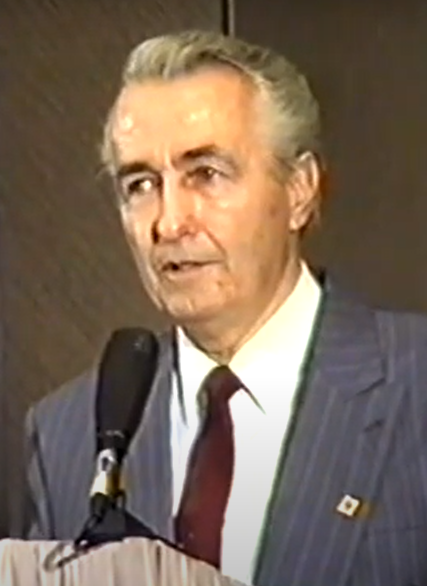
Ante Marković (1924-2011)

De Unie van Hervormingsgezinde Krachten van Joegoslavië (Servo-Kroatisch: Савез реформских снага Југославије / Savez reformskih snaga Jugoslavije, SRSJ; Sloveens: Zveza reformnih sil Jugoslavije; Macedonisch: Сојуз на реформски сили), was een Joegoslavische politieke partij ten tijde van de nadagen van de Socialistische Federale Republiek Joegoslavië (SFRJ). De SRSJ bestond van 1990 tot 1992 en reformistisch, sociaaldemocratisch en liberaal. Leider van de partij was de Joegoslavische premier Ante Marković (1989-1991).

## Geschiedenis
De Unie van Hervormingsgezinde Krachten (SRSJ) werd in juli 1990 opgericht door de Joegoslavische premier van Bosnisch-Kroatische afkomst Ante Marković na de ontbinding van de Joegoslavische Communistenbond. Marković was in 1989 als premier van Joegoslavië aangetreden (hij behoorde toen tot de top van de Communistenbond, de enige legale partij) en zag het als zijn voornaamste doel de economie van het land te liberaliseren en land gereed te maken voor een westerse leest geschoeide vrije markteconomie. Marković wilde met zijn SRSJ een alternatief bieden voor de nationalistische partijen die overal in Joegoslavië werden gevormd en die veelal de ontbinding van de federatie voor ogen hadden. Marković betoonde zich een pleitbezorger voor de voortzetting van Joegoslavië, alleen dan met meer zelfstandigheid voor de deelrepublieken (confederatie). Nog altijd in functie als premier ten tijde van de oprichting van de SRSJ werd hij door orthodoxe communisten voor een verrader gehouden en door de nationalistische leiders in de deelrepublieken als een struikelblok. 
In 1990 werden in de deelrepublieken van Joegoslavië verkiezingen gehouden en de SRSJ deed mee in Montenegro, Macedonië, Bosnië-Herzegovina en Servië. De resultaten in alle deelrepublieken vielen tegen en in geen van de republieken kwam de SRSJ in de regering terecht. Nationalisten wisten in alle deelrepublieken te winnen en leek er op dat etnisch en nationalistische gevoelens prevaleerden boven de (economische) hervormingsplannen van liberale partijen als de SRSJ van Marković.
In 1991 trad Marković als premier van Joegoslavië en kwam er ook een einde aan de Unie van Hervormingsgezinde Krachten.

## Ideologie
De SRSJ was een reformistische partij en leunde sterk op de relatieve populariteit van partijleider Marković. De partij wilde Joegoslavië moderniseren, vooral de economie, maar zag niets in een ontbinding van de federatie. De Unie van Hervormingsgezinde krachten was een centrumlinkse partij.

## Partijen in de deelrepublieken
Hoewel de SRSJ-partijen in de deelrepublieken bij de verkiezingen van 1990 slechte resultaten lieten zien, zijn uit deze partijen moderne, pro-Europese liberale en sociaaldemocratische partijen ontstaan die nog altijd bestaan.
- Bosnië-Herzegovina: Unie van Hervormingsgezinde Krachten van Joegoslavië in Bosnië en Herzegovina (1990-1991) → Sociaaldemocratische Partij van Bosnië en Herzegovina (1992-) en Alliantie van Onafhankelijke Sociaaldemocraten (1996-)
- Kroatië: geen
- Macedonië: Unie van Hervormingsgezinde Krachten (1990-1991) → Hervormingsgezinde Krachten in Macedonië (1991-1993) → Liberale Partij van Macedonië (1993-)
- Montenegro: Unie van Hervormingsgezinde Krachten van Joegoslavië in Montenegro (1990-1993) → Liberale Alliantie van Montenegro (1990-2005) en Sociaaldemocratische Partij van Montenegro (1993-)
- Servië: Unie van Hervormingsgezinde Krachten van Joegoslavië voor Vojvodina (1990-1992) → Reform-Democratische Partij van Vojvodina (1992-2000) → Reformisten van Vojvodina (2000-)
- Servië: Unie van Hervormingsgezinde Krachten van Joegoslavië in Servië (1990-1991) → Burgeralliantie van Servië (1992-2007)
- Slovenië: geen